# Preventivmedel för män
Preventivmedel för män finns inte förutom kondom och vasektomi. Däremot är flera hormonella och hormonfria preventivmedel för män som gel, Vasalgel och testosteroninjektioner i teststadiet där de visar framgångsrika resultat. Kondomliknande preventivmedel användes för redan 5 000 år sedan men det var först under 1900-talet som den moderna kondomen lanserades. I Sverige började man forska på hormonella preventivmedel för män under 1970-talet men det har inte lett till att någon produkt har släppts. Däremot finns den kvinnliga motsvarigheten mycket lättåtkomlig. Det finns ett antal anledningar till att det finns så få alternativ på preventivmedel för män, dessa har till stor del att göra med oviljan hos läkemedelsföretagen, den stora efterfrågan på preventivmedel för kvinnor och medicinsk etik. Biverkningarna är ytterligare en stor orsak till begränsningarna i utvecklingen av preventivmedel för män men forskare ser optimistiskt på framtiden då det finns en hög efterfrågan, framförallt i Sverige.  

## Olika metoder

### Gel
En metod som utvecklats mycket är ett gel som mannen smörjer in på sina axlar där det tränger in i huden. Man har valt just axlarna för att de ofta är hårlösa vilket är fördelaktigt då hormonerna sjunker in i huden på ett effektivt sätt som kräver en lägre dos av hormoner till skillnad från vid till exempel ett piller. Därefter går hormonerna in i blodomloppet och transporteras till hjärnan. I hjärnan sitter ledningscentralen för testiklarnas spermieproduktion, signalerna från hjärnan som styr spermieproduktionen ändras då för att hämma spermieproduktionen. Det blir därför inga spermier i sädesvätskan som kan leda till graviditeter men det blir fortfarande en utlösning av andra vätskor, som vid en vasektomi.
De två dominerade ämnena i gelen är gestagen och testosteron. Gestagenet är ett konstgjort hormon som hämmar spermieproduktionen, detta är ett hormon som ofta används i andra försök till hormonella preventivmedel för män. Nackdelen med detta hormon är att det även minskar testosteronproduktionen vilket orsakar erektil dysfunktion. Detta vägs upp av det andra hormonet som ingår i gelet, testosteron. Det konstgjorda testosteronet balanserar hormonerna så att potensen inte hämmas, effekter av testosteronet kan däremot tillkomma. Dessa inkluderar akne, mer okontrollerat temperament, lättare att bygga muskler och ökad sexlust.
Gelet har blivit testat i en studie med 400 stycken par över hela världen, de har använt gelet under 1 år och det har resulterat i noll graviditeter. Detta är en av anledningarna till att Kristina Gemzell Danielsson som tillhör forskningsgruppen som arbetar med att få fram gelet anser att produkten "ser mycket lovande ut".

### Vasalgel

Vasalgel funktion

Ett hormonfritt gel vid namn Vasalgel är även i teststadiet men har inte prövats på människor utan bara på kaniner och apor där det visat sig mycket framgångsrikt. Gelet ska fungera på så sätt att man injicerar det i sädesledaren så att det sätter sig där som en propp som stoppar alla spermier. Om mannen sedan vill kunna få barn så kan man spola bort Vasalgelet enkelt. Vasalgel har inte heller någon risk för biverkningar då det är hormonfritt.

### Injektion av testosteron
En ytterligare metod i forskningsstadiet har som mål att minska bildandet av spermier genom att injicera testosteron i kombination med administrering av androgener. När exogent testosteron administreras till kroppen binder det till androgenreceptorer i hypotalamus, vilket resulterar i minskad frisättning av gonadotropinfrisättande hormon från hypotalamus. Denna minskning leder till en reducerad frisättning av follikelstimulerande hormon och luteiniserande hormon från främre hypofysen. Denna process i sin tur resulterar i minskad produktion av det endogena testosteronet i testiklarna, vilket i sin helhet hämmar spermatogenesen (bildandet av spermier).
För att få ett effektivt resultat gäller det att mannen producerar mindre än 1 miljon spermier per milliliter sädesvätska (normalt producerar en man mer än 15 miljoner spermier per milliliter sädesvätska). För att omöjliggöra befruktning skulle sädesvätskan behöva en hel avsaknad av spermier. Världshälsoorganisationen (WHO) har satt ut en gräns på max 3 miljoner spermier per milliliter sädesvätska för att preventivmedlet ska anses vara effektivt.

## Preventivmedel genom historien

### Kina
Ett av de första alternativa preventivmedlen för män upptäcktes år 1929 i en liten by i Kina där de flesta familjer bestod av betydligt färre individer än genomsnittet. Efter att en undersökning genomförts insåg forskare att infertiliteten berodde på att alla männen i byn använde sig av samma bomullsfröolja för att laga mat med. Forskare insåg senare att denna olja innehåller ett gift som kallas gossypol vilket är det som agerar som preventivmedel hos män. Bomullen använder sig av gossypol som försvar mot bakterieangrepp men en ytterligare funktion som det besitter är att det ger ett nästan hundra procentigt skydd mot graviditet. Upptäckten av gossypol i Kina ledde till storskaliga tester och undersökningar på 1970-talet för användning som ett preventivmedel för män. Forskningen visade på ett effektivt skydd mot graviditet men det dök även upp bekymmer med den långvariga användningen av gossypol då nästan 40% av männen som tog det inte återfick fertiliteten efter att de slutat använda det. Dessutom stör den långvariga användningen upptaget av kalcium. Den positiva aspekten av den irreversibla fertiliteten är att gossypol kan användas som ett icke-kirurgisk alternativ till vasektomin. Därför fortsätts gossypol att forskas på trots att Världshälsoorganisationen har övergett ämnet.

### USA
På 1950-talet gjorde forskare på (det därefter nedlagda) läkemedelsbolaget Sterling Drug en upptäckt som gjorde manliga råttor temporärt infertila. De identifierade flera lovande kemiska föreningar, inklusive en känd som WIN 18,446 eller fertilisyn. Därefter började man testa det på fångar i Oregons stats kriminalvårdsanstalt med goda resultat. Efter 12 veckor hade männens spermieproduktion minskat betydligt och när de slutade äta medicinen så återgick produktionen till det normala igen. Dessutom upplevdes få biverkningar, problemet var att grova biverkningar uppstod när fertilisyn åts i kombination med sprit. Då bestod biverkningarna av hjärtklappning, svettning, illamående och kräkningar. Forskningen övergavs.
Några av de första kliniska studierna som för att forska fram ett p-piller för män gjordes i USA på 1970-talet. 

### Kondomen
Ungefär 3 000 år f.kr beräknas det att den första kondomliknande preventivmedelet användes. Det bars av Kung Minos av Kreta. 50 år f.kr tillverkade romarna preventivmedel av get- och fårtarmar för att skydda sig mot könssjukdomar. Den första gummikondomen lanserades år 1844 av Goodyear gjord på vulkaniserat gummi. Den moderna kondomen av latex tillverkades år 1929 av det amerikanska företaget Youngs Rubber Company.

## Hormonella preventivmedel för män i Sverige
Hormonella preventivmedel för män finns inte tillgängligt i Sverige, det finns däremot tillgängligt för kvinnor i stor utsträckning bland annat i form av p-piller, p-stav, spiral och minipiller. Både hormonella och icke hormonella preventivmedel kan unga som är upp till 21 år gamla få helt gratis i Sverige och i många regioner subventioneras det även av staten tills man är 25 år gammal.
Det började forskas på hormonella preventivmedel för män på 1970-talet i Sverige, ungefär 10 år efter att de kvinnliga motsvarigheten släppts. Det finns däremot inte någon godkänd sådan produkt på marknaden. De första hormonella preventivmedlet för kvinnor godkändes och distribuerades till allmänheten i Sverige redan på 1960-talet.
Stöd för hormonellt preventivmedel för män är något som funnits i stor utsträckning under flera år i Sverige, det har till exempel lämnats in motioner till Sveriges regering redan år 1997 då hormonella preventivmedel för män har setts som ett jämställdighetskrav av bland annat före detta politiker Ola Ström som varit aktiv i Kristdemokraterna.

## Hinder för forskningen

### Intäkter för läkemedelsföretag
I frågan om varför hormonella preventivmedel för män det fortfarande inte har blivit framtaget när det finns i så stor utsträckning för kvinnor blir ofta svaret att det är lättare att förhindra ägglossning än att stoppa miljontals spermier. Detta är något som Marianne Rudolfsson, informationsansvarig på läkemedelsföretaget Schering-Plough har i åtanke då hon får frågan om varför det inte finns något stort svenskt intresse i ämnet, hon menar på att de produkterna som hittills funnits på marknaden inte varit attraktiva nog för att utvecklas. Rudolfsson poängterar oviljan hos konsumenterna, det finns däremot andra som anser att konsumenter har en positiv inställning och att oviljan snarare ligger hos läkemedelsföretagen. Enligt Allan Pacey, professor i andrologi, finns det mycket liten finansiering och intresse från läkemedelsbolagen för forskning på p-piller för män och han ser istället att det är detta som står som ett hinder för utvecklingen.

### Medicinsk etik
Det finns även många sociala aspekter som ligger till grund för den välutvecklade marknaden för kvinnor. Dessa beror på att det är personen som riskerar att bli gravid som har det större intresset att skydda sig jämfört med personen som inte behöver handskas med konsekvenserna på ett lika direkt plan. Dessutom är det många kvinnor som lider av besvär som orsakas av deras menstruation vilket leder till att de gärna äter till exempel p-piller för att undvika detta.
Det är svårare att få nya medicinska upptäckter godkända 2024 än det var för det första kvinnliga p-pillret som kom år 1957. Forsknings- och regleringsstandarderna har utvecklats avsevärt sedan 1950-talet och testerna som gjordes för att framställa de första kvinnliga pillret skulle sannolikt inte godkännas idag. Deltagarna i tester fick inte fullständig information om de potentiella riskerna, och deras rapporter om biverkningar avfärdades till stor del. Vissa forskare har också spekulerat i att den ursprungliga formuleringen av p-piller för kvinnor, som innehöll mycket högre doser av hormoner än dagens produkter, inte skulle godkännas idag.
Män bär dessutom inte de medicinska riskerna som en graviditet medför vilket kan förändra kalkylen för tillsynsmyndigheters riskbedömning kring preventivmedlet. En ytterligare faktor är att mäns reproduktiva hälsa sträcker sig i årtionen längre än kvinnors vilket gör att de kan komma att använda preventivmedlet under många år förändrar också riskerna. Tills det att forskare godkänt preventivmedel med verkliga hälsofördelar för män kommer tillsynsmyndigheterna förmodligen att ha en låg tolerans för biverkningar.

### Viktigare för kvinnor
Hormonella alternativ till kondomen kan även ses som ett jämställdhetskrav då det får män att ha en anledning till att närvara vid det preventiva arbetet av att förebygga graviditeter.
Att separera sexualitet och reproduktion är en fråga om kontroll för kvinnor i både ett socialt och ekonomiskt perspektiv. I låginkomstländer och områden drabbade av kris och krig utgör oönskade graviditeter ett direkt hot mot kvinnors hälsa då tillgången till säkra aborter ofta är begränsad, både av politiska, religiösa och ekonomiska skäl. För kvinnor som lever i länder då sjukvård inte är gratis eller allmänt och för kvinnor som lever i länder där abort är olagligt. Aborter har skett i alla tider runt om i världen och kommer att fortsätta ske oavsett förbud. Det som förändras med repressiv lagstiftning är sättet som aborter sker på, kvinnor tvingas istället till att resa lågt eller till att bejaka osäkra livshotande metoder för att utföra ingreppen.
Möjligheten för kvinnor i utsatta situationer att själva välja när och om de blir gravida innebär en betydande påverkan på deras övergripande hälsa och socioekonomiska status, samt på den framtida hälsan för deras barn. Cecilia Berger från Karolinska Institutet understryker det avgörande bidraget som preventivmedel kan göra för att förbättra folkhälsan i låginkomstländer. Att ge kvinnor möjlighet att fatta informerade beslut om sina reproduktiva rättigheter är en nyckelaspekt för att främja hälsa och välmående i dessa utsatta områden.

## Biverkningar
Många hormonella preventivmedel för män baseras på en minskad testosteronnivå, detta är något som kan leda till bland annat minskad sexlust, impotens och viktproblem. Vid en studie som utfördes år 2016 med ett nytt p-piller så hoppade flera av försökspersonerna av efter att ha upplevt dessa biverkningar.
En annan klinisk studie utförd av WHO på 1980-talet resulterade också i avhopp från många av deltagarna då de upplevt biverkningar som akne, minskad sexlust och depression. Dessa biverkningar är bland de vanligaste för kvinnliga preventivmedel men eftersom män inte har den omedelbara effekten av att bli gravid så är även kraven på att utebli biverkningar högre.

## Pearl Index
Metoden för att mäta ett preventivmedels effektivitet kallas för Pearl Index. Risken att bli gravid trots att man använder preventivmedel utgår ofta ifrån två skyddseffektiviteter, den för "typisk" användning och den för "perfekt" användning. Mätningen utgår ifrån hur många av hundra kvinnor som blir gravida under ett år trots användning av preventivmedlet på ett korrekt sätt.

## Svensk historia kring preventivmedel för män

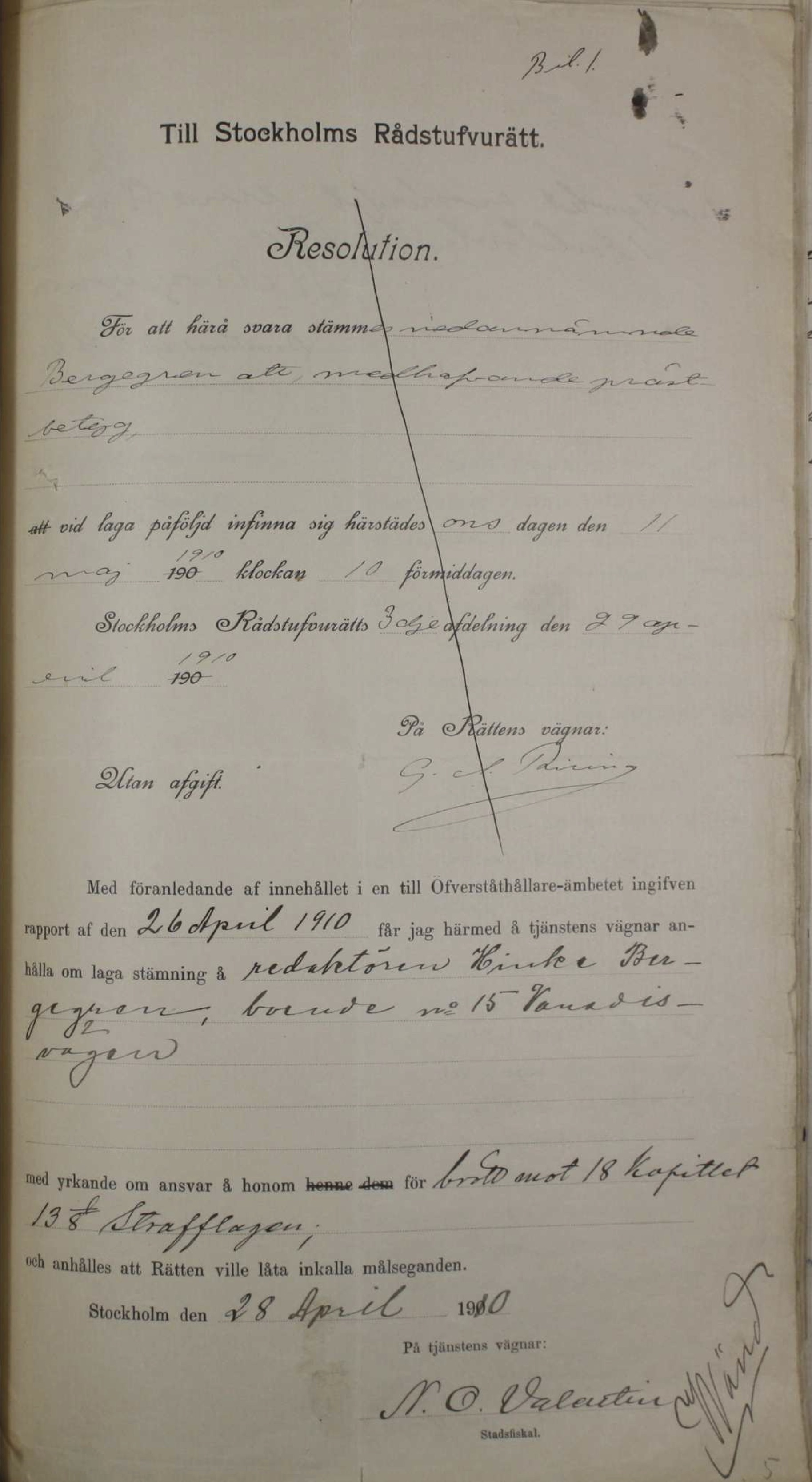
Stämningsbegäran av Henrik Bergegren för förbrytelse av preventivlagen

I takt med att den moderna kondomen växte fram växte även motståndet till den. I Sverige var det enligt Preventivlagen förbjudet att sprida användning eller information om preventivmedel och straffbelades ända fram till år 1938 då lagen upphävdes. Lagen infördes år 1911 då bland annat kyrkan ansåg att preventivmedel uppmuntrade människor till att ha sex utanför äktenskapet vilket ansågs vara synd. Politiker tog intryck av detta och införde lagen.
En ytterligare grupp motståndare till preventivmedel var mot förmodan faktiskt en del kvinnor som hävdade att preventivmedel skulle få männen att missbruka sin makt över kvinnor. Tidigare har kvinnor kunnat avstå från samlag när de inte vill med ursäkten att de inte vill riskera en graviditet, en ursäkt som nu försvinner. Dessa kvinnor menade på att det nu inte skulle finnas något skydd för kvinnor i den situationen.
Anledningen till att preventivlagen infördes var till viss del på grund av Hinke Bergegren, lagen var även känd som Lex Hinke. Henrik "Hinke" Bergegren stod för att människor skulle använda sig av preventivmedel och han var mycket tydlig och högljudd kring sin sak. Han var en journalist som spred kunskap om ämnet och var en tidig deltagare i sexualreformsrörelsens spridning under det tidiga 1900-talet. År 1908 höll Bergegren sitt mest berömda tal i Folkets hus där han både visade och förklarade hur olika preventivmedel skulle användas. Med talet myntade han även uttrycket "Det är bättre med kärlek utan barn än barn utan kärlek" som sammanfattar hans budskap. För sina förbrytelser av preventivlagen så avtjänade Hinke Bergegren även ett kortare fängelsestraff på Långholmen i Stockholm.

## Framtid
En del är pessimistiska till en framtid för hormonella preventivmedel för män då antalet spermier måste reduceras till 10 % av sitt ursprungliga antal för att garantera en preventiv effekt. Detta kräver en hög dos hormoner, mer än vad som krävs för att stoppa ett ägg vid ägglossning hos kvinnor. Den stora mängden hormoner medför i de flesta fall mycket biverkningar vilket är en avgörande faktor för många.
Andra ser en ljusare framtid för hormonella preventivmedel för män då det kan ses som att det finns en efterfrågan. Enligt en marknadsundersökning som gjordes av RFSU:s kliniker i Stockholm på Karolinska sjukhuset så finns det en önskan hos män för detta. I undersökningen svarade 70 procent av de tillfrågade männen att de personligen kan tänka sig att använda ett hormonellt preventivmedel. Enligt RFSU får de även förfrågningar om hormonella preventivmedel för män på en veckolig basis via telefonsamtal eller direkt på mottagningar vilket tyder på att det finns en önskan att få kontroll över sin egen fertilitet och en mycket positiv syn på hormonella preventivmedel.